# Сытное (Ровненская область)
Сытное (укр. Ситне) — село в Крупецкой сельской общине Дубенского района Ровненской области Украины.
До 2020 года входило в Радивиловский район.
Население 476 человек (2019 год). Население по переписи 2001 года составляло 540 человек. Почтовый индекс — 35543. Телефонный код — 3633. Код КОАТУУ — 5625888201.